# Bernaldina José Pedro
Bernaldina José Pedro (Guyana, 25 de marzo de 1945 – Boa Vista, 24 de junio de 2020), más conocida como Vovó ("Abuela") Bernaldina, fue una activista brasileña, líder tribal y chamana. Miembro del pueblo Macuxi, era conocida por su conocimiento de las costumbres tribales. Murió en 2020 por complicaciones relacionadas con la COVID-19.

## Biografía
Bernaldina José Pedro nació como Koko Meriná Eremunkon el 25 de marzo de 1945 en Guyana. Era parte del pueblo Macuxi, un pueblo indígena que vive en Guyana, el norte de Brasil y Venezuela. Terminó casándose con alguien perteneciente a una familia macuxi que vivía en el norte de Brasil y, con el pasar de los años, se convirtió en la líder de su nueva comunidad. Se hizo conocida como defensora de los derechos de los pueblos indígenas, luchando por el establecimiento de una reserva de tierras para el pueblo Macuxi. Además, se volvió conocida como una entendida en medicina tradicional, música, artesanía y cultura. Fuerte partidaria del Papa Francisco, en 2018 fue recibida por él en un evento público en Roma.
Durante la pandemia de COVID-19, gestionó la respuesta de su pueblo a la pandemia. Terminó contrayendo el virus y murió por complicaciones el 24 de junio de 2020.